# Manuel Teófilo Dávila Montoro
Manuel Teófilo Dávila Montoro (16 de febrero de 1844 - 3 de febrero de 1928) fue un destacado médico y alcalde de Barranca, reconocido por su labor en el ámbito de la salud y su participación en el Combate del Dos de Mayo como estudiante de medicina.  

## Biografía
Manuel Teófilo Dávila Montoro nació el 16 de febrero de 1844 en Barranca (Perú). Fue bautizado el 26 de febrero del mismo año en la iglesia de San Ildefonso de Barranca, teniendo como padrinos a Manuel Villanueva y Victoriana Medina.  
Provenía de una familia con tradición política en Barranca. Su padre, Pío Dávila del Castillo, fue el primer alcalde distrital de la ciudad. En 1874, contrajo matrimonio con Tomasa Bustamante Gamarra, hija de José Bustamante Medina (exalcalde de Barranca) y Petronila Gamarra Montoro.  

## Carrera profesional
Dávila Montoro estudió medicina en la Facultad de Medicina de San Fernando de la Universidad Nacional Mayor de San Marcos, donde se formó como médico.  
En 1866, mientras era estudiante, participó en el Combate del Dos de Mayo, donde brindó asistencia médica a los heridos en el campo de batalla. Por su labor, recibió una condecoración honorífica en reconocimiento a su contribución.  
Tras completar sus estudios, ejerció la medicina en Barranca, convirtiéndose en una figura clave para la salud pública de la región. En 1915, fue designado médico titular de Barranca, cargo que desempeñó hasta su fallecimiento en 1928.  

## Alcaldía
En 1887, Dávila Montoro asumió el cargo de alcalde de Barranca, en un periodo clave para la consolidación de la ciudad como un centro agrícola y comercial en la costa peruana. Durante su gestión, se promovieron iniciativas para el desarrollo urbano y económico de la localidad.  

## Fallecimiento y legado
Manuel Teófilo Dávila Montoro falleció el 3 de febrero de 1928 en Barranca. Sus restos descansan en el mausoleo de la familia Baglietto, ubicado en el cementerio Manuel C. Tello de Barranca.  
En honor a su contribución, la Biblioteca Municipal de Barranca lleva su nombre: "Manuel T. Dávila", reconociendo su compromiso con la educación, la cultura y el bienestar de la comunidad.  